# Codex Dublinensis
- Papyrus
- Onciale
- Minuscules
- Lectionnaire

Le Codex Dublinensis, portant le numéro de référence  Z ou 035 (Gregory-Aland), ε 26 (von Soden), est un manuscrit de vélin en écriture grecque onciale. 

## Description
Le codex se compose de 32 folios. Il est écrit sur une colonne, de 21 lignes par page. Les dimensions du manuscrit sont 27 x 20 cm. C'est un palimpseste,. 
Il contient l'Évangile selon Matthieu avec nombreuses lacunes, et ne comporte pas de Canons de concordances. Il contient τιτλοι (titres). 
Les paléographes sont unanimes pour dater ce manuscrit du VIe siècle. 
Contenu
Matthieu 1,17-2,6; 2,13-20, 4,4-13; 5,45-6,15; 7,16-8,6; 10,40-11,18; 12,43-13,11; 13,57-14,19; 15,13-23; 17,9-17; 17,26-18,6; 19,4-12.21-28; 20,7-21,8; 21,23-30; 22,16-25; 22,37-23,3; 23,15-23; 24,15-25; 25,1-11; 26,21-29.62-71. 
Texte
Ce codex est de type alexandrin avec de nombreuses variantes. Kurt Aland le classe en Catégorie III. 
Il est conservé au Trinity College (K. 3.4) à Dublin.